# Slag bij Dandanaqan

Locatie met in het midden Isfahan

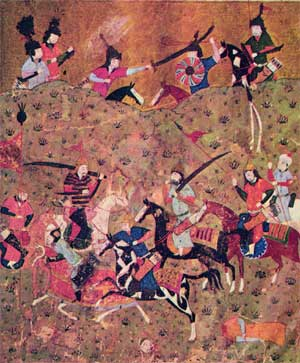
Slag bij Dandanaqan

De Slag bij Dandanaqan vond plaats op 23 mei 1040 in Dandanaqan (bij het huidige Merv in Turkmenistan). De Seltsjoeken onder leiding van Togrul Beg en zijn broer Chaghri Beg stonden tegenover het leger van Mas'ud I van Ghazni.

## Achtergrond
Begin de elfde eeuw vochten de Seltsjoeken in dienst van de Karachaniden. In 1017 kwamen de Karachaniden in conflict met Mahmud van Ghazni. Chorasmië werd een deel van het Ghaznavidenrijk tussen 1017 en 1034. Na de dood van Mahmud boden de Seltsjoeken hun diensten aan, aan de zoon van Mahmud, Mas'ud, wat werd geweigerd, meer nog hij wilde hen weg uit zijn land.

## Slag
Tijdens de opmars van sultan Mas'ud naar Razavi-Khorasan, vielen de Seltsjoeken het Ghaznavidenleger lastig met hit-and-run-tactieken. De Seltsjoeken vernietigden ook de aanvoerlijnen van Ghaznaviden en sneden ze af van de nabijgelegen waterbronnen. De discipline en het moreel van het Ghaznaviden namen ernstig af. Uiteindelijk, op 23 mei 1040, stond een leger van ongeveer 16.000 Seltsjoekse soldaten tegenover naar schatting 50.000 Ghaznavidische soldaten in Dandanaqan ergens tussen Merv en Sarakhs. Het werd een overwinning voor de Seltsjoeken.

## Gevolg
De Seltsjoeken ondervonden weinig weerstand bij bezetting van Chorasmië. In ca.1050 veroverde Togrul Beg Isfahan en maakte het de hoofdstad van het Seltsjoekenrijk. Na de slag kwam Mas'ud ten val, hij werd gevangengenomen en vermoord.